# Alabama State Route 28

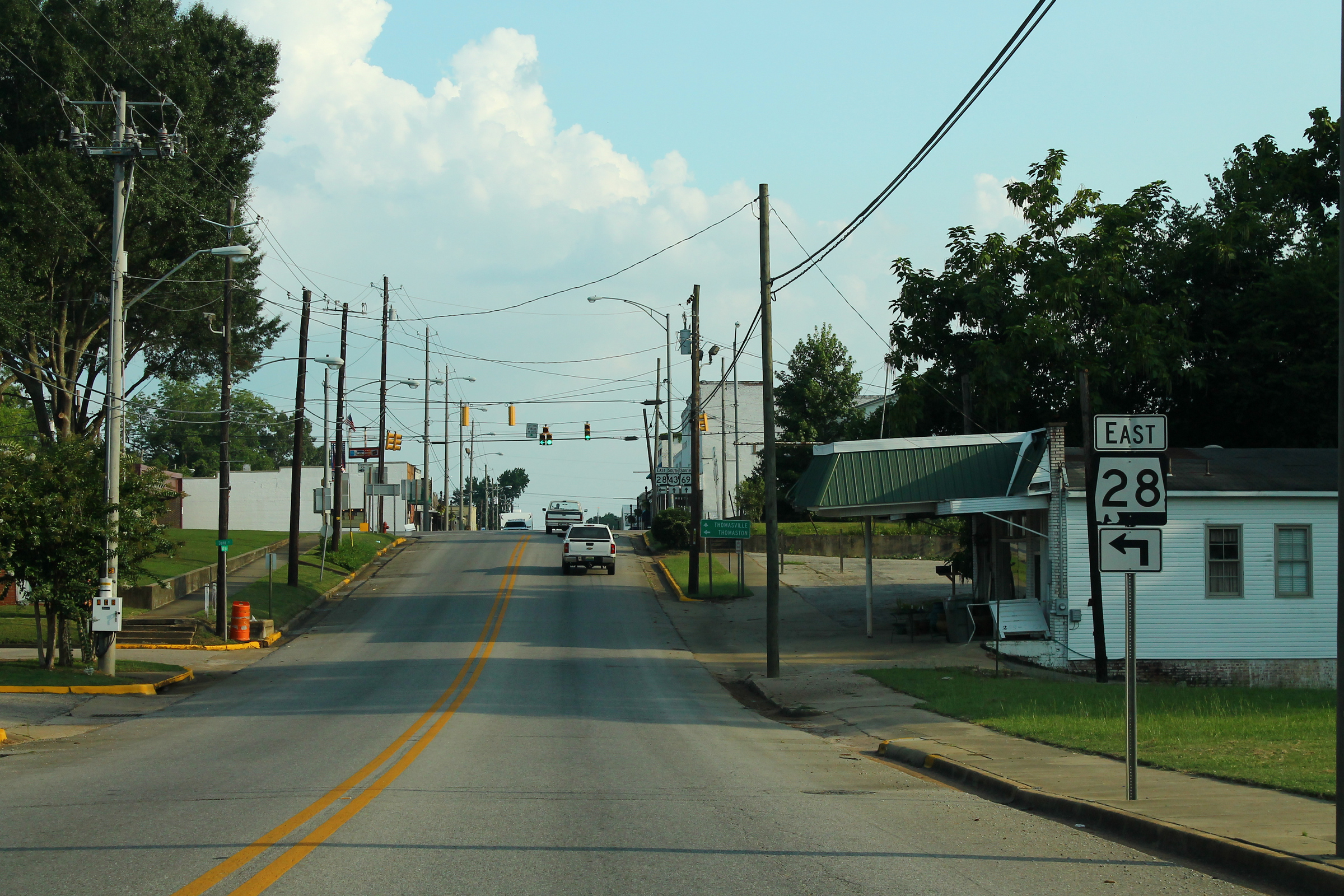
Die Alabama State Route 28 in Linden

Die Alabama State Route 28 (kurz AL 28) ist eine in Ost-West-Richtung verlaufende State Route im US-Bundesstaat Alabama.
Die State Route beginnt an der Alabama State Route 17 südlich von Emelle und endet nach 156 Kilometern nahe Darlington an der Alabama State Route 21.

## Verlauf
Ab der Abzweigung von der State Route 17 verläuft die Straße zunächst in östliche Richtung und trifft nördlich von Livingston auf die Trasse der Interstates 20 und 59. Im Norden von Livingston nutzt die AL 28 auf einer Strecke von etwa fünf Kilometern die Trasse des U.S. Highways 11. Westlich von Moscow nutzt sie für einige Kilometer die Trasse des U.S. Highways 80 und trifft in Linden auf den U.S. Highway 43 sowie auf die Alabama State Routes 13 und 69.
Die State Route 28 verlässt Linden in Richtung Osten und wird in Thomaston von der Alabama State Route 25 gekreuzt. In Consul zweigt die State Route 66 in östlicher Richtung ab, während die AL 28 die Ortschaft in Richtung Südosten verlässt. Nachdem sie nahe der Gemeinde Catherine auf die Alabama State Route 5 trifft, zweigt die State Route 162 ab. Anschließend überquert sie das William "Bill" Dannelly Reservoir auf dem Millers Ferry Lock and Dam.
Nördlich von Camden zweigt die State Route 221 in Richtung Süden ab, bevor die AL 28 auf dem Stadtgebiet auf die Alabama State Routes 10, 41, 164 und 265 trifft. Die State Route verlässt die Stadt gemeinsam mit der AL 10 in Richtung Osten. Nach etwa 15 Kilometern trennen sie sich, bevor die Alabama State Route 28 an der AL 21 nahe Darlington endet.

## Geschichte
Die Alabama State Route 28 wurde 1940 als Verbindung zwischen Linden und Camden eröffnet. Im Jahr 1948 wurde die Strecke zwischen Camden und Millers Ferry neu gebaut. Seit der Erweiterung im Westen 1957 führt die Strecke über Moscow nach Livingston und ersetzt dabei zum Teil die Alabama State Route 132.